# Esther Herranz García
Esther Herranz García (Logronyo, 3 de juliol de 1969) és una política espanyola del Partit Popular, diputada al Parlament Europeu.
El 1993 es llicencià en geografia a la Universitat de Saragossa, especialitzant-se en geografia física. El 1994 va obtenir un màster en ordenació territorial i medi ambient a la Universitat de València i el 1998 un altre en gestió de residus. Això li va valdre treballar com a consultora mediambiental. Des de 1999 fou membre del comitè executiu del Partit Popular de La Rioja. Entre altres càrrecs dins aquesta secció del partit, fou presidenta de la Comissió de Medi Ambient de 1996 a 2000 i assessora del gabinet del President de La Rioja de 1999 a 2002. Des de 2002 també és membre de la Junta Directiva Nacional del PP.
El gener de 2002 assolí per substitució un escó al Parlament Europeu, que va renovar a les eleccions al Parlament Europeu de 2004 i 2009. És membre de la Comissió d'Agricultura i Desenvolupament Rural.